# Collias
Collias – miejscowość i gmina we Francji, w regionie Oksytania, w departamencie Gard.
Według danych na rok 1990 gminę zamieszkiwało 756 osób, a gęstość zaludnienia wynosiła 37 osób/km² (wśród 1545 gmin Langwedocji-Roussillon Collias plasuje się na 414. miejscu pod względem liczby ludności, natomiast pod względem powierzchni na miejscu 370.).